# Felix English

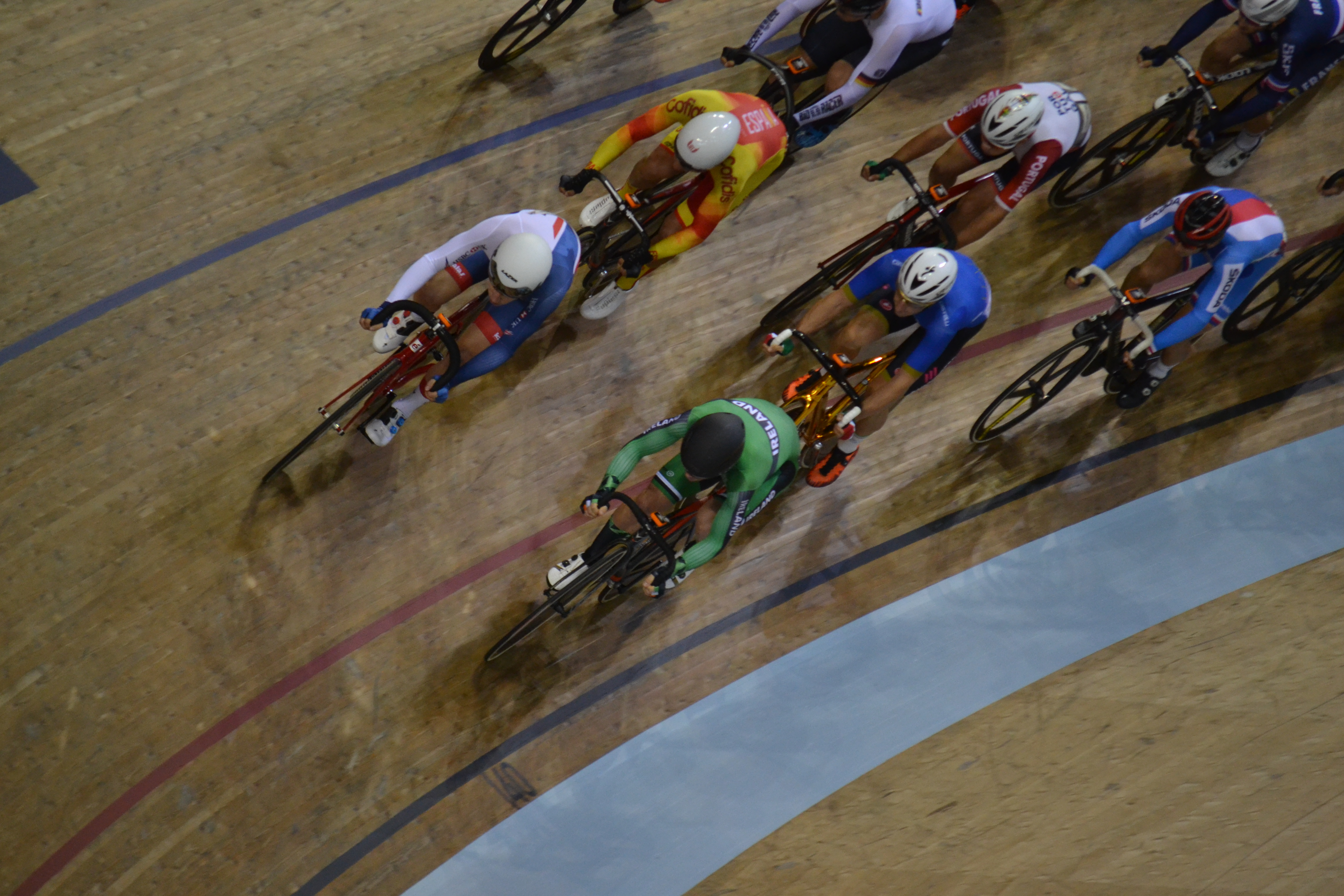
Felix English (in Grün) beim Omnium-Ausscheidungsfahren der Bahn-EM 2018

Felix English (* 11. Oktober 1992 in Brighton, Vereinigtes Königreich) ist ein irischer Radrennfahrer.

## Sportliche Karriere
Felix English ist im Straßen- sowie im Bahnradsport aktiv. Als Junior gewann er fünf britische nationale Titel, bis er sich im Jahre 2010 entschloss, für Irland, das Heimatland seiner Eltern, zu starten. Bei den UEC-Bahn-Europameisterschaften 2010 in Pruszków sorgte der damals 18-jährige English für Aufsehen, da er als Fahrer mit der schlechtesten Qualifikationszeit in der ersten Runde des Sprint-Wettbewerbes den mehrfachen Olympiasieger und Zeitschnellsten Chris Hoy besiegte, weil dieser unaufmerksam gewesen war. In der Runde darauf schied English allerdings aus.
Bei einem Bahnmeeting in Apeldoorn stellte English im September 2010 mit 1:07,9 Minuten einen neuen irischen Rekord im 1000-Meter-Zeitfahren für Junioren auf. Bei den UCI-Straßen-Weltmeisterschaften 2011 in Kopenhagen startete er in der Klasse U23 im Straßenrennen und im Einzelzeitfahren. 2012 gewann er die vierte Etappe der Irish Sea Tour of the North und wurde irischer Meister im Kriterium. 2016 belegte er Rang drei in der Gesamtwertung der British Cycling Elite Circuit Series. Bei den UEC-Bahn-Europameisterschaften 2016 wurde er Fünfter im Scratch.
2017 gewann Felix English gemeinsam mit Mark Downey beim vierten Lauf des Bahnrad-Weltcups in Los Angeles das Zweier-Mannschaftsfahren und wurde irischer Meister im Omnium. 2019 entschied er beim Lauf des Bahn-Weltcups in Glasgow das Scratch-Rennen für sich. 2021 starteten er und Downey bei den Olympischen Spielen in Tokio im Zweier-Mannschaftsfahren, konnten das Rennen aber nicht beenden.

## Berufliches
2020 gründete Felix English das Bekleidungsunternehmen Angry Pablo.

## Erfolge

### Straße
2014
- Sprintwertung Bay Cycling Classic

2013
- Otley Circuit
- Milk Race Criterium

2012
- Irischer Meister – Kriterium

### Bahn
2017
- Bahnrad-Weltcup in Los Angeles – Zweier-Mannschaftsfahren (mit Mark Downey)
- Irischer Meister – Omnium

2019
- Bahnrad-Weltcup in Glasgow – Scratch